# Medicína katastrof
Medicína katastrof (anglicky Disaster medicine) je interdisciplinární medicínský obor, který je nedílnou součástí oboru urgentní medicína. Medicína katastrof řeší mimořádné události (hromadná neštěstí, katastrofy), kde se zaměřuje na efektivní řízení a efektivní způsoby jak léčit značný počet zraněných či nemocných v časové tísni s nedostatečným počtem zdravotníků a s nedostatečnými prostředky.

## Definice medicíny katastrof
Medicína katastrof je efektivním řídícím a výkonným přístupem zdravotníckeho systému k "optimálnímu" řešení mimořádných událostí a to často s pomocí okolních regionů či zahraničí.
Medicína katastrof je založena na kooperaci různých lékařských oborů a záchranných složek za účelem praktického řešení mimořádné události. Úlohou medicíny katastrof je co nejvíce snížit poškození zdraví a ztráty na životech.

## Rozdíly mezi medicínou katastrof a urgentní medicínou
| Medicína katastrof                          | Urgentní medicína                            |
| ------------------------------------------- | -------------------------------------------- |
| zaměření na skupinu zraněných               | zaměření na jednoho zraněného                |
| přežití co největšího počtu zraněných       | přežití jednoho zraněného                    |
| delší čekací doba pomoci a odsunu zraněných | krátká čekací doba pomoci a odsunu zraněného |
| nedostatek zdravotníků                      | dostatek zdravotníků                         |
| různorodý personál                          | specializovaný personál                      |
| je nutná triáž                              | není nutná triáž                             |
| ztížené podmínky ošetřování                 | stabilní podmínky ošetřování                 |
| hrozí epidemie                              | nehrozí epidemie                             |
| nezbytná spolupráce zachranných složek      | samostatná činnost zdravotníků               |
| laická pomoc je nutná                       | laická pomoc není nutná                      |
| zdravotníci z "celého" okolí                | místní zdravotníci                           |
| nedostatek zdravotního materiálu            | dostatek zdravotnického materiálu            |

## Další poznámky
Medicina katastrof je také častým tématem katastrofických filmů.